# شیر کوهی آمریکای شمالی
شیر کوهی آمریکای شمالی (نام علمی: Puma concolor couguar) نام یک زیرگونه از شیر کوهی است.